# Paul-Georges Koch
Pour les articles homonymes, voir Koch.
Paul-Georges Koch, né le 17 octobre 1908 à Colmar et mort le 17 avril 1982 à Munster, est un poète alsacien de langue allemande.

## Biographie
D’un père fonctionnaire de justice, Koch a passé sa jeunesse entre la capitale du vignoble alsacien et Mulhouse, jusqu’en 1937. Il a été obligé de travailler très jeune comme banquier, son père étant tombé malade. Il a repris tardivement des études, a passé le bac et commencé des études de théologie à Montpellier.
La guerre le rattrape : il est fait prisonnier. À son retour de captivité en 1940, il peut reprendre des études, cette fois à Erlangen, en Bavière.
Il a été pasteur, ce qui l’a amené à se définir lui-même comme « pasteur et poète ». Son premier poste a été La Petite-Pierre, en 1944, où il a fait partie des FFI sous le nom de « l’organiste ».
En 1957, il demande à être nommé à Metzeral, dans la vallée de Munster, région natale de son épouse, Lileine Matter. Son souffle poétique lui est venu de son amour pour elle.
Héritier de Rainer Maria Rilke, il a notamment composé une série de sonnets sur des thèmes de Rodin. Il a lu les philosophes (Nietzsche, Jaspers, Heidegger) et a été influencé par eux. Il a publié, entre 1949 et 1981, huit recueils poétiques. La dernière partie de son œuvre s’ouvre résolument vers une modernité formelle parfois violente et critique.
Il voyait l’Alsace comme une « tribu germanique qui a épousé la France ». Son œuvre est une des dernières entièrement en langue allemande en Alsace.
Paul-Georges Koch repose aux côtés de son père à La Petite-Pierre.

## Citation
Müder Abend

Wievielmal werd ich noch die Läden schliessen,

zum späten Tagwerk mir das Licht entleihen

von dieser Lampe, die mich eifern sah –

um es zu löschen, wenn der Worte Mühsal

mir Nacht für Nacht die schweren Lider senkt?

Horch! hinterm Laden scheuert sich ein Zweig

am scharfen Mörtel dieser Mauer wund

und ächzt mit seltsam dünner Vogelstimme,

die nur zu Ohren eines Dichters dringt:

So mühst du dich und rufst – wer aber hört?

## Publications
- Liebesflug, 1947.
- Lebenstanz, 1949.
- Atlas, 1949.
- Lieder der Freundschaft, 1949.
- Variationen über Themen von Rodin, 1949.
- Von der Auferstehung der Dinge und andere Fragmente, 1949.
- Weltenspiegel, 1974.
- Herbstgold (Gedichte und Prosa), 1981.

Il a écrit une autobiographie inédite, Im Kreuzfeuer zweier Kulturen (Dans les feux croisés de deux cultures), et des traductions de poètes français dont il se sentait proche, Luc Bérimont ou Pierre Emmanuel. Cette autobiographie inédite a aussi donné son nom à une anthologie bilingue : Im Kreuzfeuer zweier Kulturen/Dans les feux croisés de deux cultures. Elle est parue en septembre 2008 lors des commémorations organisées à l'occasion du centième anniversaire de sa naissance.
En 2012 une traduction en espéranto de quelques poèmes a été éditée pour le Congrès d'espéranto à La Petite-Pierre.